# Hurghada International
Das Hurghada International war ein Squashturnier für Damen und Herren.
Das Turnier wurde 2002 erstmals mit einer reinen Damenkonkurrenz in der Kategorie WSA Gold 35 der WSA World Tour ausgetragen. Im Jahr darauf gehörte es zur Kategorie WSA Gold 25, von 2004 bis 2007 zur Kategorie WSA Silver 15 und von 2008 bis zur letzten Austragung 2011 zur Kategorie WSA Silver 20. Die Herrenkonkurrenz fand zum ersten Mal in der Saison 2008 der PSA World Tour statt. In dieser und der Folgesaison gehörte es zur Kategorie PSA 5 Star, 2010 wurde lediglich ein Showturnier ausgetragen. 2011 gehörte es zur Kategorie PSA 70.
Rekordsieger bei den Herren ist Ramy Ashour, der sämtliche Austragungen gewann, auch das Showturnier im Jahr 2010. Bei den Damen sicherte sich Omneya Abdel Kawy mit vier Titeln in den Jahren 2006 sowie von 2008 bis 2010 die meisten Siege. Kawy stand von 2004 bis 2011 achtmal in Folge im Endspiel, davon allein fünfmal gegen Rachael Grinham, die dreimal den Titel gewann.

## Sieger

### Herren
| Jahr | Sieger      | Finalgegner      | Ergebnis                       |
| ---- | ----------- | ---------------- | ------------------------------ |
| 2011 | Ramy Ashour | Karim Darwish    | 11:9, 9:11, 12:14, 11:9, 11:3  |
| 2010 | Ramy Ashour | Karim Darwish    | 3:11, 11:4, 13:11, 11:8        |
| 2009 | Ramy Ashour | Grégory Gaultier | 7:11, 11:5, 11:3, 11:8         |
| 2008 | Ramy Ashour | Amr Shabana      | 12:10, 9:11, 11:7, 9:11, 12:10 |

### Damen
| Jahr | Siegerin          | Finalgegnerin     | Ergebnis                       |
| ---- | ----------------- | ----------------- | ------------------------------ |
| 2011 | Raneem El Weleily | Omneya Abdel Kawy | 11:5, 12:10, 11:9              |
| 2010 | Omneya Abdel Kawy | Engy Kheirallah   | 11:4, 11:8, 14:12              |
| 2009 | Omneya Abdel Kawy | Rachael Grinham   | 11:7, 9:11, 11:3, 11:13, 12:10 |
| 2008 | Omneya Abdel Kawy | Jenny Duncalf     | 9:1, 9:4, 9:2                  |
| 2007 | Rachael Grinham   | Omneya Abdel Kawy | 9:4, 9:6, 9:4                  |
| 2006 | Omneya Abdel Kawy | Rachael Grinham   | 9:6, 9:2, 7:9, 0:9, 9:2        |
| 2005 | Rachael Grinham   | Omneya Abdel Kawy | 1:9, 2:9, 9:4, 9:3, 10:8       |
| 2004 | Rachael Grinham   | Omneya Abdel Kawy | 9:5, 9:1, 9:4                  |
| 2003 | Carol Owens       | Rachael Grinham   | 9:5, 9:1, 9:5                  |
| 2002 | Natalie Pohrer    | Cassie Campion    | 9:2, 9:5 Aufgabe               |